# Gherasim Adamovici
Gherasim Adamovici (n. 1733 – d. 1796) a fost episcopul ortodox al Transilvaniei între anii 1789 și 1796. Gherasim Adamovici era etnic sârb, venit din Serbia pentru a fi instalat la Rășinari ca episcop ortodox, subordonat Mitropoliei de Carloviț.
În martie 1792, împreună cu episcopul unit Ioan Bob, a înaintat împăratului Leopold al II-lea versiunea extinsa a memoriului Supplex Libellus Valachorum, prin care se cerea ca românii din Transilvania să nu mai fie considerați „tolerați”, și să aibă drepturi politice, economice și religioase egale cu cele ale stărilor privilegiate (nobilii, sașii și secuii). Prin aceasta se cerea redefinirea termenului medieval de „natio” (stare), care deși inițial nu avea un înțeles etnic, cu timpul a căpătat această semnificație, în sensul că bunăoară nobilii transilvăneni au început în zorii epocii moderne să se simtă și să acționeze ca unguri în ciuda originii lor etnice eterogene.